# Loichbach
Der Loichbach ist ein rechter Zufluss zur Pielach bei Loich in Niederösterreich.
Der Loichbach entspringt beim Gut Korngrub in Loicheckgegend und fließt nach Norden ab. Von rechts fließt der Bach von Irrenberg zu, dann der Febelbach, der Übelbach und von links der Walterbach (oder Wallerbach). Bei Loich mündet rechts der Schwarzengraben ein, der auch Rehgraben genannt wird. Nach dem Passieren von Loich fließt der Loichbach noch rund zwei Kilometer zur Pielach, wo er bei Dobersnigg mündet. Sein Einzugsgebiet umfasst 17,9 km² in großteils bewaldeter Landschaft.